# Saint-Jean-Poutge
Saint-Jean-Poutge är en kommun i departementet Gers i regionen Occitanien i sydvästra Frankrike. Kommunen ligger i kantonen Vic-Fezensac som tillhör arrondissementet Auch. År 2022 hade Saint-Jean-Poutge 310 invånare.

## Befolkningsutveckling
Antalet invånare i kommunen Saint-Jean-Poutge
Referens:INSEE